# Joshua Kirby
John Joshua Kirby (født 1716 i Parham, død 20. juni 1774 i Kew) var en engelsk maler og tegner. Han var søn af John Kirby, far til Sarah Trimmer og William Kirby.
Hans ven og lærer Thomas Gainsborough gav ham interessen for landskabskunsten. Han kastede sig snart over perspektivlæren og udgav en håndbog om emnet i 1754. Han blev en anset tegnelærer (den senere kong Georg III var således hans elev og velynder) og udstillede forskellige prospekter fra Richmond Park, som Woollett stak; han raderede også (prospekter fra Suffolk 1748).